# Minnertsga
Minnertsga (Fries: Minnertsgea) is een dorp in de gemeente Waadhoeke, in de Nederlandse provincie Friesland. Minnertsga ligt bij de Waddenzee tussen Tzummarum en Sint Jacobiparochie. De N393 loopt door het dorp en de Minnertsgaaster Vaart en het Oudemeer liggen ten oosten van het dorp.
In 2023 telde het dorp 1.820 inwoners. Minnertsga ligt aan de rand van de Hornestreek. Net ten noorden van Minnertsga ligt Mooie Paal.

## Geschiedenis
Het dorp is het meest oostelijke dorp van de dorpen die op de kwelderwal langs de Waddenzee zijn ontstaan. Het dorp is rond 800 ontstaan op een terp op deze kwelderwal. Daarmee is Minnertsga wat jonger dan de westelijke dorpen.
In de 13e eeuw werd de plaats vermeld als Menerdkerke en Meynardiskerke, dit werd in 1319 Menerdiskerka. Later in de 14e eeuw werd dit Meynardiskerka, en Meynaertsga. In 1473 werd de plaats Mynnertsgae genoemd en in 1579 Minnarsga. In eerste instantie verwees de plaatsnaam naar de kerk van de eigenaar of stichter Meinard. Later is daar dorp (ga) van gemaakt in plaats van kerk.
Na een eerste groei in de 17e eeuw groeide het dorp in de 20e eeuw verder door. Tot 1984 lag Minnertsga  in de gemeente Barradeel, waar de plaats tussen 1820 en 1832 kort de hoofdplaats was. Tussen 1984 en 2017 lag Minnertsga in de gemeente het Bildt, waar het het enige niet-Bildtstalige dorp was. 
In de 19e eeuw stond er in het dorp een cichoreifabriek.

## Kerk

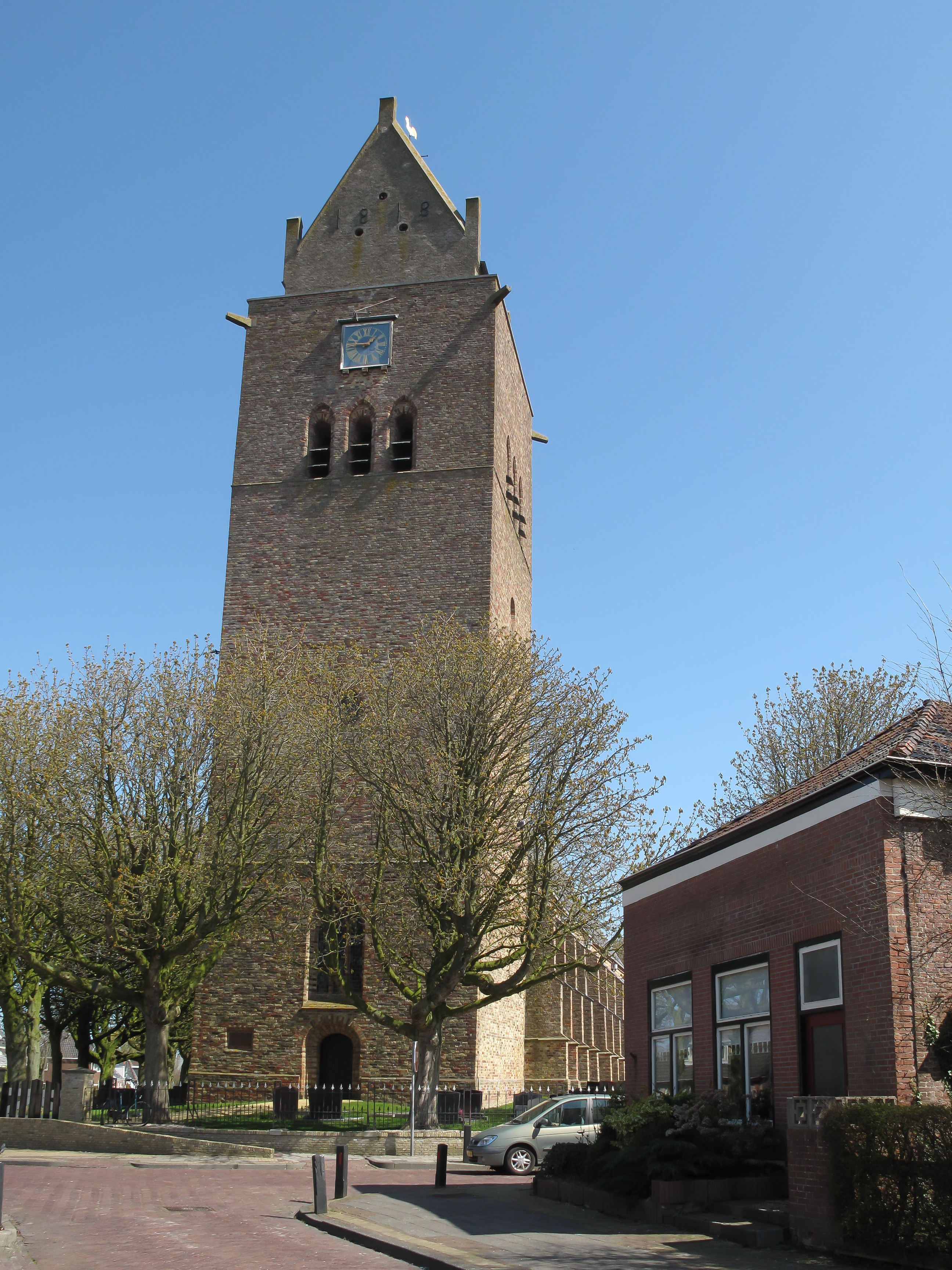
Meinardskerk

De kerk van het dorp, de Meinardskerk, stamt uit de 16e eeuw, maar kent nog stukjes van de 13e eeuw kerk. Oorspronkelijk was de kerk gewijd aan Martinus (Sint Maarten). 

## Spoorweg- en busstation
Op 2 december 1902 werd bij het dorp een station geopend aan de NFLS-spoorlijn van Stiens naar Harlingen. De afkorting van de stationsnaam was Mn, en het station lag op 15 kilometer van Stiens. Op 1 december 1940 werd het station weer gesloten.
Het tramstation van Mooie Paal was tevens het een eindpunt van een buslijn. Later werd dit het busstation.

## Sport
In 1966 werd de voetbalvereniging, VV Minnertsga opgericht. Daarnaast is er in de plaats een volleybalvereniging SBO.

## Cultuur
De Christelijke Muziekvereniging Oranje Minnertsga werd in 1894 opgericht. De vereniging heeft naast een gewone fanfare, een drumfanfare en andere muziekdisciplines. Verder is er een dorpshuis plus, MFA De Doarpsfinne.

## Onderwijs
Het dorp heeft één basisschool, IKC De Twirre

## Bekende (ex-)inwoners
- Carel Æmilius Els Collot d'Escury
- De kaatser Klaas Anne Terpstra, die twee keer de PC won.

### Geboren in Minnertsga
- Jacobus Sibrandi Mancadan (1602-1680), schilder en burgemeester
- Seerp Anema (1875-(ca.)1950), dichter
- Hendrik Wagenvoort (1886 - 1976), hoogleraar Latijn
- Cornelis den Besten (1894-1977), burgemeester
- Anne Anema (1872-1966), politicus
- Obbe Norbruis (1895-1970), burgemeester
- Reinout Bakker (1920-1987),  wijsgeer en theoloog
- Annejoke Smids (1963), schrijver van jeugdboeken